# Phalloniscus propinquus
Phalloniscus propinquus là một loài chân đều trong họ Dubioniscidae. Loài này được Vandel miêu tả khoa học năm 1977.